# Silene niederi
Silene niederi är en nejlikväxtart som beskrevs av Pierre Edmond Boissier. Silene niederi ingår i släktet glimmar, och familjen nejlikväxter. Inga underarter finns listade i Catalogue of Life.